# Casimiro de Abreu (Río de Janeiro)
Casimiro de Abreu es la sede de un municipio brasileño del estado del Río de Janeiro. Está a una altitud de 17 metros. Su población estimada en 2008 era de 29.811 habitantes.